# Netzwerk Neue Musik
Das Netzwerk Neue Musik war ein Förderprojekt der Kulturstiftung des Bundes von 2008 bis 2011 mit einer Fördersumme von 8 Mio. Euro (plus 10 Mio. Euro Eigenanteile und Mittel Dritter).
Ziel des Projektes war die Förderung der Komposition, Aufführung und Vermittlung Neuer Musik sowie die Stärkung der Stellung der Neuen Musik in der Musiklandschaft Deutschlands.
Das Netzwerk war eine Sammlung von 15 Unterprojekten, die wiederum lokale Netzwerke darstellten. Insgesamt arbeiteten 255 Netzwerkpartner (Ensembles, Hochschulen, Veranstalter, …) im Projekt.
Für die inhaltliche Konzeption war das von der Kulturstiftung berufene Kuratorium verantwortlich. Die Mitglieder waren: Beat Furrer, Matthias Henke, Renate Liesmann-Baum und Christian Scheib.
Der Netzwerk Neue Musik e.V., Berlin koordinierte die Arbeit des Netzwerkes. Vorstand des Vereins waren Bojan Budisavljević (1. Vorsitzender) und Florian Bolenius (2. Vorsitzender).

## Liste der Netzwerkprojekte
- MEHR MUSIK!, Augsburg
- ohrenstrand.net, Berlin
- KlangNetz Dresden, Dresden
- Entdeckungen, Essen
- MehrKlang, Freiburg
- KLANG!, Hamburg
- chiffren, Kiel
- ON – Neue Musik Köln, Köln
- nimm! Netzwerk Improvisierte Musik Moers, Moers
- Musik 21 Niedersachsen, Niedersachsen
- klangpol, Oldenburg
- Alles im Fluss, Passau
- Spektrum Villa Musica, Rheinland-Pfalz
- strukturwandel – neues hören und sehen, Saarbrücken
- Netzwerk Süd, Stuttgart